# Polyura assamensis
Polyura assamensis är en fjärilsart som beskrevs av Rothschild 1899. Polyura assamensis ingår i släktet Polyura och familjen praktfjärilar. Inga underarter finns listade i Catalogue of Life.